# Esmeriz e Cabeçudos
Esmeriz e Cabeçudos (llamada oficialmente União das Freguesias de Esmeriz e Cabeçudos) es una freguesia portuguesa del municipio de Vila Nova de Famalicão, distrito de Braga. Según el censo de 2021, tiene una población de 3616 habitantes.

## Historia
Fue creada el 28 de enero de 2013 en aplicación de una resolución de la Asamblea de la República de Portugal promulgada el 16 de enero de 2013 con la unión de las freguesias de Cabeçudos y Esmeriz, pasando su sede a estar situada en la antigua freguesia de Esmeriz.

## Demografía
| Gráfica de evolución demográfica de Esmeriz e Cabeçudos entre 2011 y 2021 |
|                                                                           |
| Datos según el nomenclátor publicado por el INE portugués.                |